# Râul Tahan
Râul Tahan (în malaieză Sungai Tahan) este un râu care curge prin parcul național Taman Negara din Malaysia.